# République de Kalakuta
La République de Kalakuta est le nom que le musicien Fela Kuti donna à la maison accueillant sa famille, les membres de son groupe et son studio d'enregistrement. Située à Mushin, dans la banlieue de Lagos, elle abrite aussi une clinique gratuite. Fela déclare son indépendance vis-à-vis du gouvernement nigérian après son retour des États-Unis en 1970.

## Histoire
Le nom « Kalakuta » est une caricature d'une cellule de la prison nommée Calcutta dans laquelle Fela Kuti fut enfermé.
Fela Kuti enregistre la chanson Zombie en 1976, dans laquelle il critique le pouvoir nigérian. Les soldats sont comparés à des zombies, car ils obéissent aveuglément. Il y dénonce aussi la corruption et l'intimidation de l'état-major.
La chanson devient populaire, au grand dam du président, le général Olusegun Obasanjo. Le président est mécontent et refuse une république dans la république. Les journaux nigérians à la solde du pouvoir accusent Fela Kuti et ses musiciens de corruption et de faits qui racontent que des filles seraient venues chez lui[pas clair].

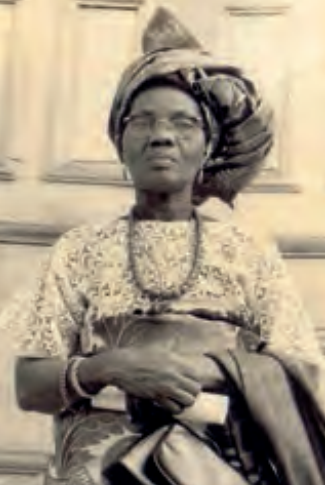
Funmilayo Ransome-Kuti à 70 ans.

Le 18 février 1978, un millier de soldats assiègent la maison, qui est incendiée. Durant l'assaut, Funmilayo Ransome-Kuti, la mère de Fela Kuti, est défenestrée, elle mourra de ses blessures après huit semaines dans le coma.
L'année suivante, Fela Kuti organise son mariage avec 27 de ses choristes au cours d'une grande cérémonie dans le bureau de son avocat, Tunji Braithwaite, pour fêter le premier anniversaire de la destruction. Le mariage est interdit. Deux jours plus tard, le 20 février 1978, il le fait en secret dans l'ancien Parisona Hotel. Fela réfute les relations sexuelles dont la rumeur est diffusée par les journaux, il explique que c'est une garantie de revenus après l'incendie de Kalakuta, il s'agit selon lui d'une tradition africaine.
Le 16 octobre 2012, une maison proche de l'ancienne République est transformée en musée de la République de Kalakuta.